# Hapalopus
Hapalopus es un género de arañas migalomorfas de la familia Theraphosidae. Son originarias de Colombia.

## Especies
Según The World Spider Catalog 11.0:
- Hapalopus aldanus West, 2000
- Hapalopus aymara Perdomo, Panzera & Pérez-Miles, 2009
- Hapalopus butantan (Pérez-Miles, 1998)
- Hapalopus formosus Ausserer, 1875
- Hapalopus guianensis Caporiacco, 1954
- Hapalopus nigriventris (Mello-Leitão, 1939)
- Hapalopus nondescriptus Mello-Leitão, 1926
- Hapalopus triseriatus Caporiacco, 1955